# Джиммі Форрест
Джи́ммі Фо́ррест (англ. Jimmy Forrest), повне ім'я Джеймс Ро́берт Фо́ррест, мол. (англ. James Robert Forrest Jr.; 24 січня 1920, Сент-Луїс, Міссурі — 24 серпня 1980, Гренд-Репідс, Мічиган) — американський джазовий саксофоніст (тенор).

## Біографія
Народився 24 січня 1920 року в Сент-Луїсі, Міссурі. Грав у школі та в гурті свої матері, Єви Дауд. Працював в Сент-Луїсі з Дьюї Джексоном, Фейтом Мараблом, оркестром Джетера-Пілларса у 1930-х. 
Працював з Доном Альбертом у 1938 році і потім з оркестром Джея Макшенна (1940—1942). У Нью-Йорку грав з Енді Кірком (1942—48) перед тим як повернувся до Сент-Луїса. У 1947—48 роках очолював власне комбо в Сент-Луїсі; потім замінив Бена Вебстера в окрестрі Дюка Еллінгтона на п'ять місяців (1949—50). У 1950-х грав переважно зі своїми гуртами, також виступав з Гаррі Еддісоном (1958—60). Грав з Джеком Макдаффом, Кінгом Кертісом, Олівером Нельсоном (1960).
Став популярним, написавши композицію «Night Train» (яка посіла 1-е місце R&B-чарті журналу «Billboard» у березні 1952), і у підсумку записав серію ритм-енд-блюзових синглів орієнтованих на джаз. Грав і записувався в Сент-Луїсі та Лос-Анджелесі у різні періоди, поки у 1973 році приєднався до оркестру Каунта Бейсі; залишив його у 1977 році і створив квінтет з Елом Греєм. Записувався на лейблах United (перевиданий на Delmark), Prestige/New Jazz (1960—62) і Palo Alto (1978).

## Дискографія
- Forrest Fire (New Jazz, 1960)
- Out of the Forrest (Prestige, 1961)
- Sit Down and Relax with Jimmy Forrest (Prestige, 1961)
- Most Much! (Prestige, 1961)
- Soul Street (New Jazz, 1962)
- The Best of Jimmy Forrest (Prestige, 1969)